# Finlandia en los Juegos Paralímpicos de Seúl 1988
Finlandia estuvo representada en los Juegos Paralímpicos de Seúl 1988 por un total de 61 deportistas, 50 hombres y 11 mujeres.

## Medallistas
El equipo paralímpico finlandés obtuvo las siguientes medallas:
| Nombre                                          | Deporte                   | Evento                                               |
| ----------------------------------------------- | ------------------------- | ---------------------------------------------------- |
| Oro                                             |                           |                                                      |
| Ari Lehto                                       | Atletismo                 | 1500 m C8 masculino                                  |
| Ari Lehto                                       | Atletismo                 | 5000 m campo a través C8 masculino                   |
| Harri Jauhiainen                                | Atletismo                 | 400 m A6A8A9L4 masculino                             |
| Erkki Käsmä                                     | Atletismo                 | Jabalina A4A9 masculino                              |
| Antti Mäkinen                                   | Atletismo                 | Jabalina C7 masculino                                |
| Marko Luukkanen                                 | Atletismo                 | Peso C8 masculino                                    |
| Kari Ylijoki                                    | Levantamiento de potencia | –52 kg masculino                                     |
| Ritva Nikkilä                                   | Natación                  | 50 m espalda L2 femenino                             |
| Eeva-Riitta Kukkonen                            | Natación                  | 100 m mariposa B1 femenino                           |
| Kimmo Jokinen                                   | Tenis de mesa             | Individual TT6 masculino                             |
| Martti Rantavuori                               | Tiro con arco             | Doble distancia corta 1A-1C masculino                |
| Plata                                           |                           |                                                      |
| Tanja Tervonen                                  | Atletismo                 | 400 m A6A8A9L4 femenino                              |
| Harri Jauhiainen                                | Atletismo                 | 200 m A6A8A9L4 masculino                             |
| Harri Jauhiainen                                | Atletismo                 | 800 m A6A8A9L4 masculino                             |
| Raimo Heikkinen                                 | Atletismo                 | Disco B2 masculino                                   |
| Raimo Heikkinen                                 | Atletismo                 | Jabalina B2 masculino                                |
| Mikael Saleva                                   | Atletismo                 | Jabalina 3 masculino                                 |
| Mikael Saleva                                   | Atletismo                 | Peso 3 masculino                                     |
| Matti Leinonen                                  | Atletismo                 | Jabalina 2 masculino                                 |
| Matti Leinonen                                  | Atletismo                 | Pentatlón 2 masculino                                |
| Timo Solmari                                    | Atletismo                 | Disco C7 masculino                                   |
| Timo Solmari                                    | Atletismo                 | Peso C7 masculino                                    |
| Antti Mäkinen                                   | Atletismo                 | Salto de longitud C7 masculino                       |
| Hannu Argillander                               | Atletismo                 | Pentatlón B3 masculino                               |
| Kai Pirttijärvi                                 | Atletismo                 | 1500 m A6A8A9L4 masculino                            |
| Jari Naranen                                    | Atletismo                 | 10 000 m A6A8A9L4 masculino                          |
| Timo Sulisalo                                   | Atletismo                 | Jabalina B1 masculino                                |
| Urpo Vainio                                     | Atletismo                 | Peso B2 masculino                                    |
| Päivi Tolonen                                   | Natación                  | 100 m espalda B2 femenino                            |
| Päivi Tolonen                                   | Natación                  | 200 m estilos B2 femenino                            |
| Miia Rantanen                                   | Natación                  | 100 m braza L5 femenino                              |
| Ritva Nikkilä                                   | Natación                  | 100 m libre L2 femenino                              |
| Elli Korva                                      | Tiro con arco             | Doble ronda FITA 2-6 femenino                        |
| Keijo Kallunki Raimo Tirronen Veijo Viinikka    | Tiro con arco             | Doble ronda FITA por equipos clase abierta masculino |
| Bronce                                          |                           |                                                      |
| Jaana Oikarainen                                | Atletismo                 | Pentatlón B2 femenino                                |
| Pekka Kujala                                    | Atletismo                 | Disco B1 masculino                                   |
| Pekka Kujala                                    | Atletismo                 | Peso B1 masculino                                    |
| Antti Dahlberg                                  | Atletismo                 | 10 000 m 4 masculino                                 |
| Harri Jauhiainen                                | Atletismo                 | Disco A6A8A9L6 masculino                             |
| Timo Solmari                                    | Atletismo                 | Salto de longitud C7 masculino                       |
| Raimo Aalto                                     | Levantamiento de potencia | –52 kg masculino                                     |
| Eeva-Riitta Kukkonen                            | Natación                  | 100 m espalda B1 femenino                            |
| Eeva-Riitta Kukkonen                            | Natación                  | 400 m libre B1 femenino                              |
| Ritva Nikkilä                                   | Natación                  | 50 m libre L2 femenino                               |
| Miia Rantanen                                   | Natación                  | 100 m libre L5 femenino                              |
| Matti Launonen                                  | Tenis de mesa             | Individual 1A masculino                              |
| Kusti Korkeasalo                                | Tiro                      | Rifle de aire sentado LSH1 masculino                 |
| Reino Landstedt                                 | Tiro                      | Rifle de aire de pie LSH2 masculino                  |
| Aulis Rinne                                     | Tiro                      | Pistola de aire 2-6 masculino                        |
| Sirkka-Liisa Collin Hilkka Jokivirta Elli Korva | Tiro con arco             | Doble ronda FITA por equipos 2-6 femenino            |